# Chuecatown
Pour plus de détails, voir Fiche technique et Distribution.
Chuecatown est un film espagnol réalisé par Juan Flahn, sorti en 2007.

## Synopsis
Victor est agent immobilier à Chueca, le quartier gay de Madrid. Il est le premier à savoir quels sont les appartements qui vont se libérer puisqu'il assassine les vieilles dames qui y habitent.

## Fiche technique
- Titre : Chuecatown
- Réalisation : Juan Flahn
- Scénario : Dunia Ayaso, Juan Flahn et Félix Sabroso d'après la bande dessinée de Rafael Martínez Castellano
- Musique : David San José
- Photographie : Juan Carlos Lausín
- Montage : Ascen Marchena
- Société de production : Canonigo Films, Filmax, Castelao Producciones, Televisió de Catalunya et Televisión Española
- Pays :  Espagne
- Genre : Comédie noire
- Durée : 101 minutes
- Dates de sortie : 
  -  Espagne : 6 juillet 2007
  -  France : 17 septembre 2008 (DVD)

## Distribution
- Pepón Nieto : Leo
- Pablo Puyol : Víctor
- Concha Velasco : Antonia
- Rosa Maria Sardà : Mila
- Carlos Fuentes : Rey
- Edu Soto : Luis
- Mariola Fuentes : Lola
- Joan Crosas : M. Pardo
- Pedro Veral : Fran
- Montse Alcoverro : Susi
- Ángel Burgos : Mario
- La Prohibida : Laura Roderas
- Antonio Municio : Raul

## Accueil
Dennis Harvey pour Variety trouve le film trop violent pour vraiment faire rire malgré la relation amusante entre Leo et Rey.

## Distinctions
Le film a reçu le prix du film étranger au festival FilmOut San Diego de 2008.